# Mikhail Anikushin
Mikhail Konstantinovitch Anikushin (em russo:  Михаил Константинович Аникушин; Moscou, 19 de setembro de 1917 — São Petersburgo, 18 de maio de 1997) foi um escultor soviético.
Sepultado no Cemitério de Volkovo em São Petersburgo.